# Алехандро П'єрола
Алехандро П'єрола (ісп. Alejandro Pierola; нар. 20 листопада 1949) — колишній чилійський тенісист.
Найвищу одиночну позицію світового рейтингу — 82 місце досяг 26 грудня 1979, парну — 174 місце — 3 січня 1983 року.
Найвищим досягненням на турнірах Великого шолома було 2 коло в одиночному розряді.

## Титули на челленджерах

### Одиночний розряд: (1)
| Ранг | Рік  | Турнір          | Покриття | Суперник           | Рахунок       |
| ---- | ---- | --------------- | -------- | ------------------ | ------------- |
| 1.   | 1981 | Паріолі, Італія | Ґрунт    | Коррадо Барадзутті | 6–4, 3–6, 6–4 |

### Парний розряд: (3)
| Ранг | Рік  | Турнір                  | Покриття | Партнер       | Суперники                       | Рахунок       |
| ---- | ---- | ----------------------- | -------- | ------------- | ------------------------------- | ------------- |
| 1.   | 1979 | Кунео, Італія           | Ґрунт    | Белус Прахокс | Домінік Бедель Крістоф Фресс    | 6–4, 7–6      |
| 2.   | 1981 | Мессіна (місто), Італія | Ґрунт    | Белус Прахокс | Маріо Калаутті Роберто Калаутті | 3–6, 6–4, 7–6 |
| 3.   | 1982 | Галатіна, Італія        | Ґрунт    | Серхіо Касаль | Джанні Маркетті Вінченцо Назо   | 6–4, 6–4      |